# Sverre Bruun

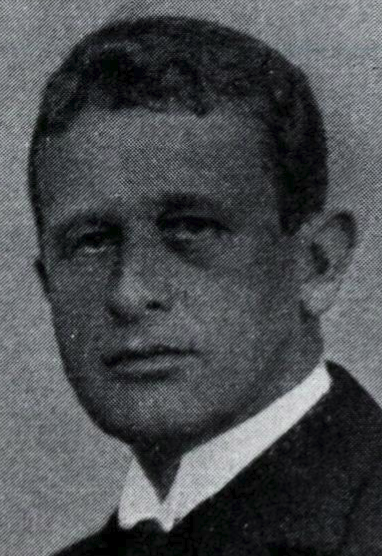

Sverre Bruun (* 15. Mai 1886 in Moss; † 6. März 1987 in Tønsberg) war ein norwegischer Lektor  und Lehrbuchautor.

## Leben
Sverre Bruun – er wurde als Sverre Johansen geboren, die Umbenennung in Bruun erfolgte circa 1900 – war der Sohn des Kaufmanns Henrik Anton Johansen (1852–1927) und der Bertha Anthonie Bruun (1857–1921). Bruun legte das Mittelschulexamen in seiner Geburtsstadt Moss ab, danach wechselte er an die Kristiania katedralskole nach Oslo, wo er 1904 das Examen Artium für naturwissenschaftliche Fächer absolvierte. Ein darauffolgendes Studium an der Universität von Christiana – sein Hauptfach war Chemie – schloss er 1910 nach bestandenem mathematisch-naturwissenschaftlichen Embedseksamen mit dem akademischen Grad Cand. real. ab.
1911 trat Bruun eine Lehrerstelle an der Tønsberg Høiere Almenskole an, kurz darauf wurde er zum Lektor befördert. Er hielt diese Position bis zu seinem Eintritt in den Ruhestand 1958 inne, blieb der Schule aber noch mehrere Jahre als Teilzeit-Lehrer erhalten. Zusätzlich war Bruun auch Mitglied des Undervisningsråd und zeichnete in dieser Funktion hauptverantwortlich für die schriftlichen Physikprüfungen im Rahmen des Examen Artium. Sverre Bruun – er heiratete 1911 Synnøve Louise geborene Guthe (1883–1953) – verstarb 1987 hochbetagt in Tønsberg.
Sverre Bruuns Anliegen war es, den naturwissenschaftlichen Unterricht, welcher im 19. Jahrhundert rein theoretisch ausgelegt war, durch Experimente entweder als Demonstration oder durch von Schülern selbst durchgeführten experimentellen Übungen zu erweitern. Ab 1914 veröffentlichte Bruun eine Reihe von Lehrbüchern der Chemie, später in Zusammenarbeit mit dem Physiker Olaf Devik, einem lebenslangen Freund von ihm, Lehrbücher der Physik. 1948 wurde Bruun für seine Verdienste um die Neugestaltung des naturwissenschaftlichen Unterrichts von König Haakon VII. zum Ritter 1. Klasse des St. Olav Ordens ernannt.

## Lehrbücher
- Lærebok i kemi for gymnasiet (Lehrbuch der Chemie fürs Gymnasium, 1914, 18 Ausgaben in Bokmål und 8 in Nynorsk mit einer Gesamtauflage von 180000 Exemplaren, letzte Ausgabe 1971)
- Lærebok i kemi for gymnasiet – Tillæg for lærere (Lehrbuch der Chemie fürs Gymnasium  – Ergänzung für Lehrer, 1917 und 1936)
- Elevøvelser i kjemi for gymnasiet (Chemie Übungen für Gymnasiasten, 1926, zusammen 19 Ausgaben in Bokmål und 7 in Nynorsk, Gesamtauflage 170000 Exemplare)
- Lærebok i kjemi for realskolen, for ungdomsskolen, tilhørende Elevøvelser (Lehrbuch der Chemie für die Realskole, 1941, für die Ungdomsskole 1962, 10 Ausgaben, Gesamtauflage 60000 Exemplare, weitere 10 Ausgaben mit Übungen für Schüler)
- Den eksperimentelle fysikkundervisning i realgymnaset – Håndbok for lærere (Der experimentelle Physikunterricht am Realgymnasium – Handbuch für Lehrer, 1963)
- Lærebok i fysikk for realgymnaset – Varme (sm.m. O. Devik) (Mit Olaf Devik, Lehrbuch der Physik fürs Realgymnasium – Wärme, 16 Ausgaben, Gesamtauflage 60000 Exemplare, letzte Ausgabe 1971)
- Lærebok i fysikk for realgymnaset – Mekanikk (sm.m. O. Devik) (Mit Olaf Devik, Lehrbuch der Physik fürs Realgymnasium – Mechanik, 17 Ausgaben, 1974)
- Lærebok i fysikk for realgymnaset – Bølger, lyd, lys (sm.m. O. Devik) (Mit Olaf Devik, Lehrbuch der Physik fürs Realgymnasium  – Wellen, Schall, Licht (15 Ausgaben, 1935))
- Lærebok i fysikk for realgymnaset – Elektrisitet (sm.m. O. Devik) (Mit Olaf Devik, Lehrbuch der Physik fürs Realgymnasium – Elektrizität (15 Ausgaben, 1935))